# Муртензее
Муртенське озеро або Муртензее (нім. Murtensee, фр. Lac de Morat) — озеро в Швейцарії.
Назву отримала від містечка Муртен, розташованого на його південному березі. Французький варіант — Мора. Історичні назви — Муратенсіс, Мурето, Муреті.
Муртензее розташоване на заході країни на території кантонів Во та Фрібур. Через озеро протікає річка Бруа. Водна поверхня озера розташована на висоті 429 м над рівнем моря, площа дзеркала — 22,8 км², максимальна глибина — 45 м.
Муртензее знаходиться біля підніжжя гір Юра і поряд з Невшательським і Більським утворює гідросистему регіону Зееланд (озерний край).

## Географія
Муртензее знаходиться в кантонах Фрібур і Во. На його південному березі знаходиться місто Муртен, на честь якого і назвали саме водоймище. Озеро має 8,2 км завдовжки і максимум 2,8 км завширшки. Його максимальна глибина складає 45 м. Об'єм Муртензее становить близько 0,55 км, а площа — 693 км.

## Галерея

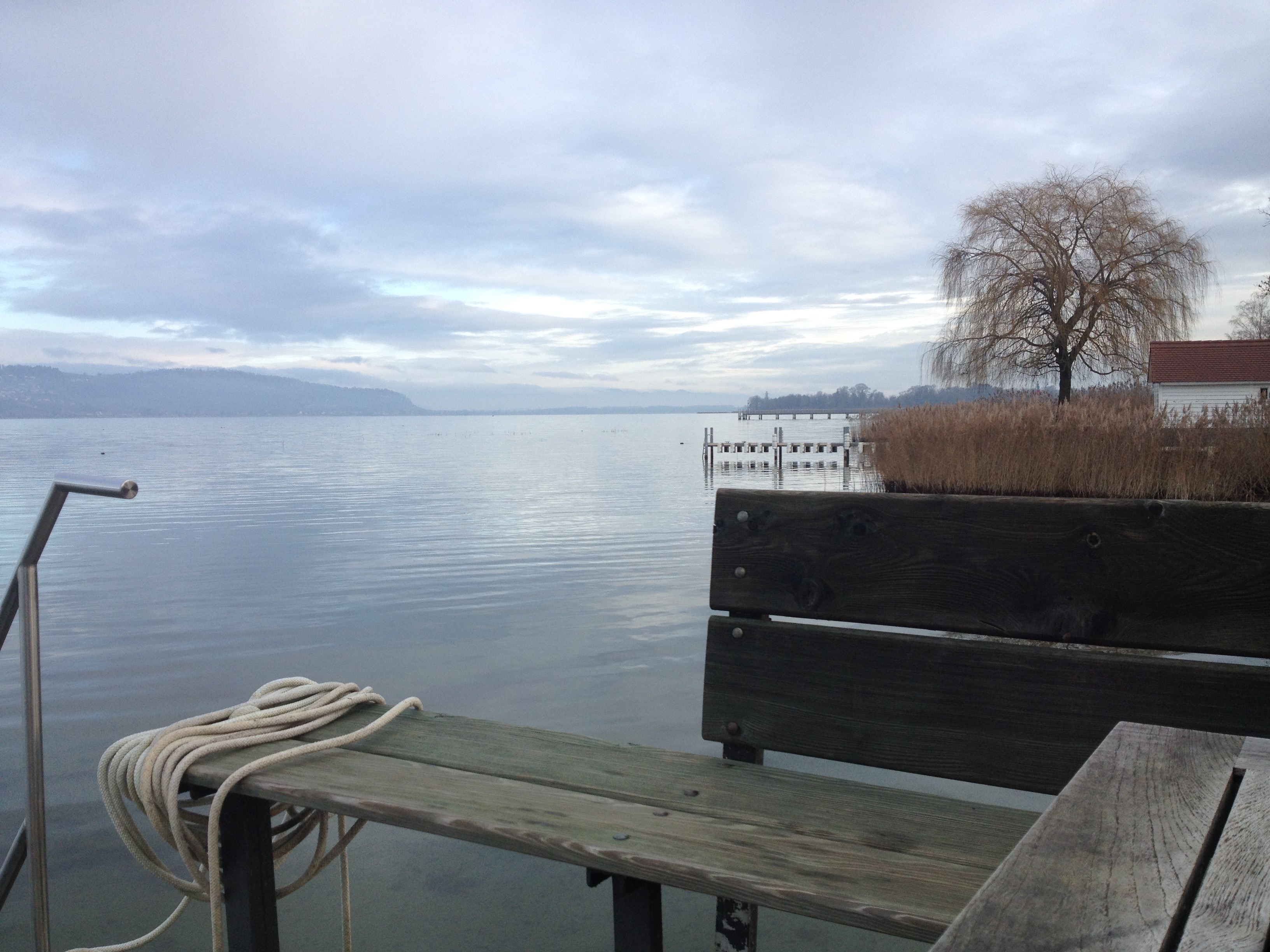
Вигляд із селища Фауг, кантон Во
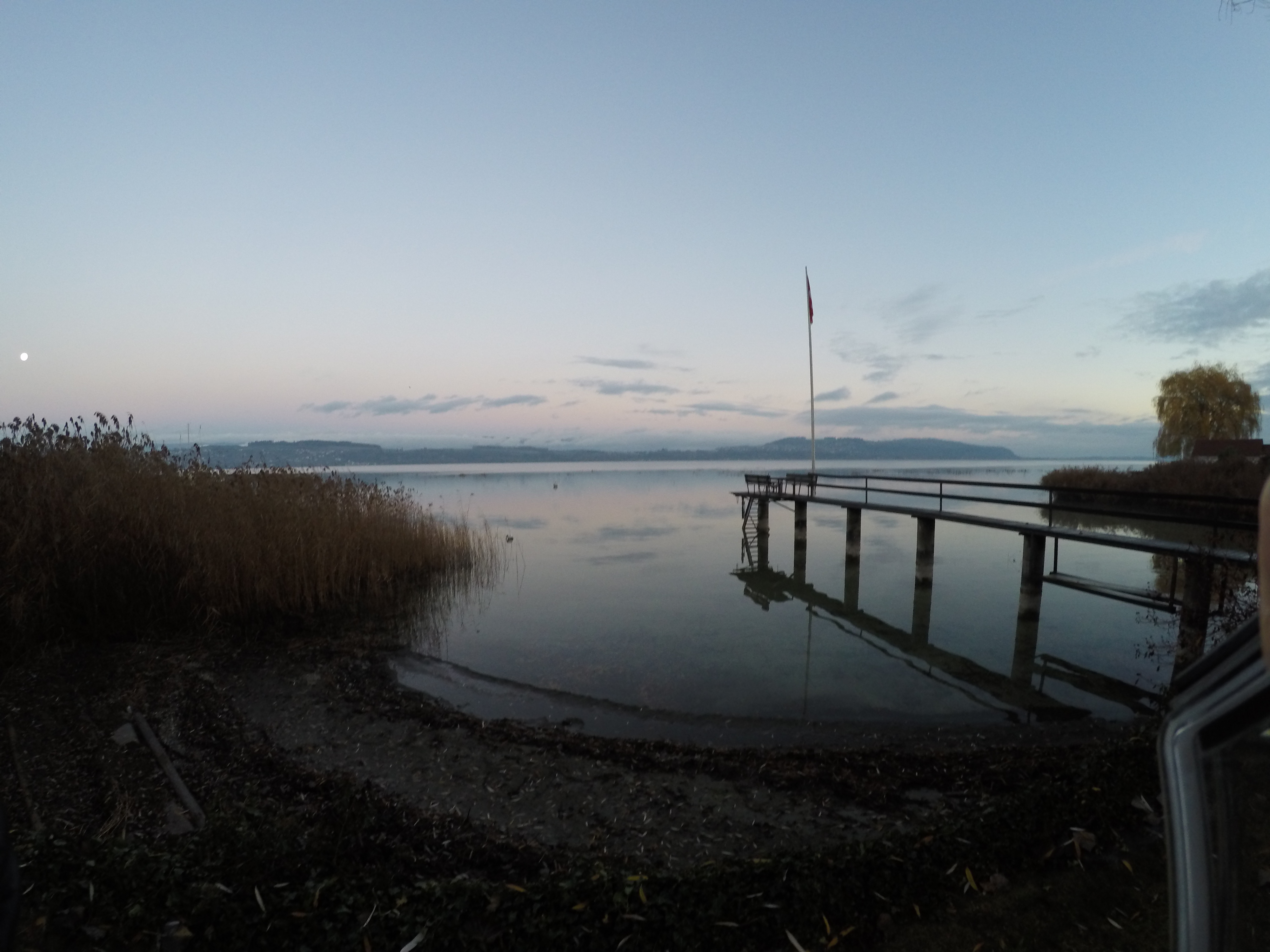
Вигляд із селища Фауг, кантон Во
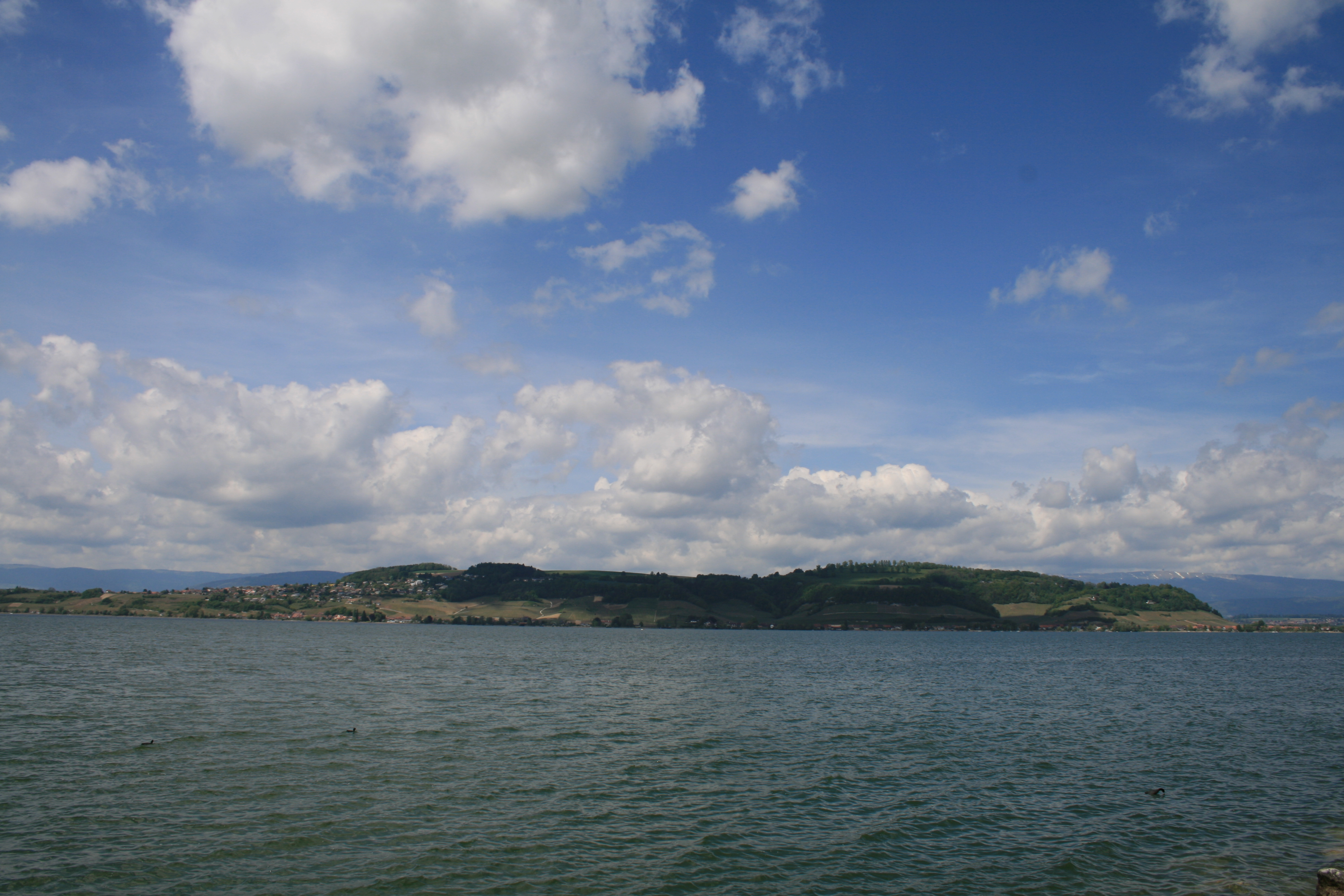
Вид на сушу з Муртензе
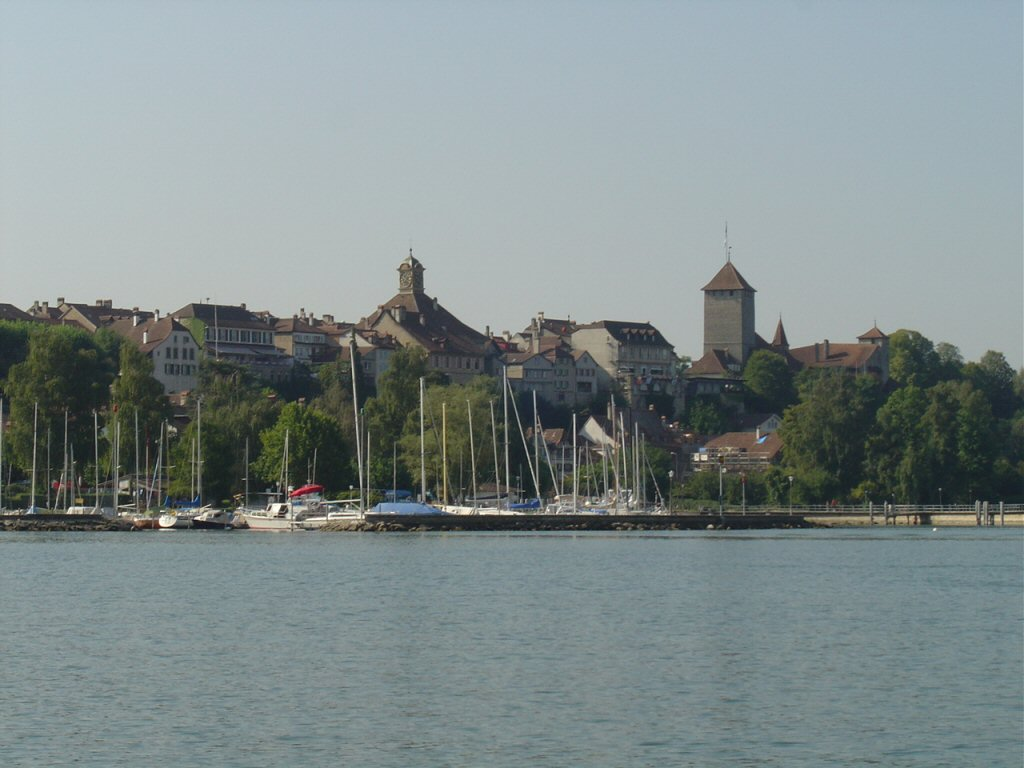
Вид на місто Муртен з Муртензе
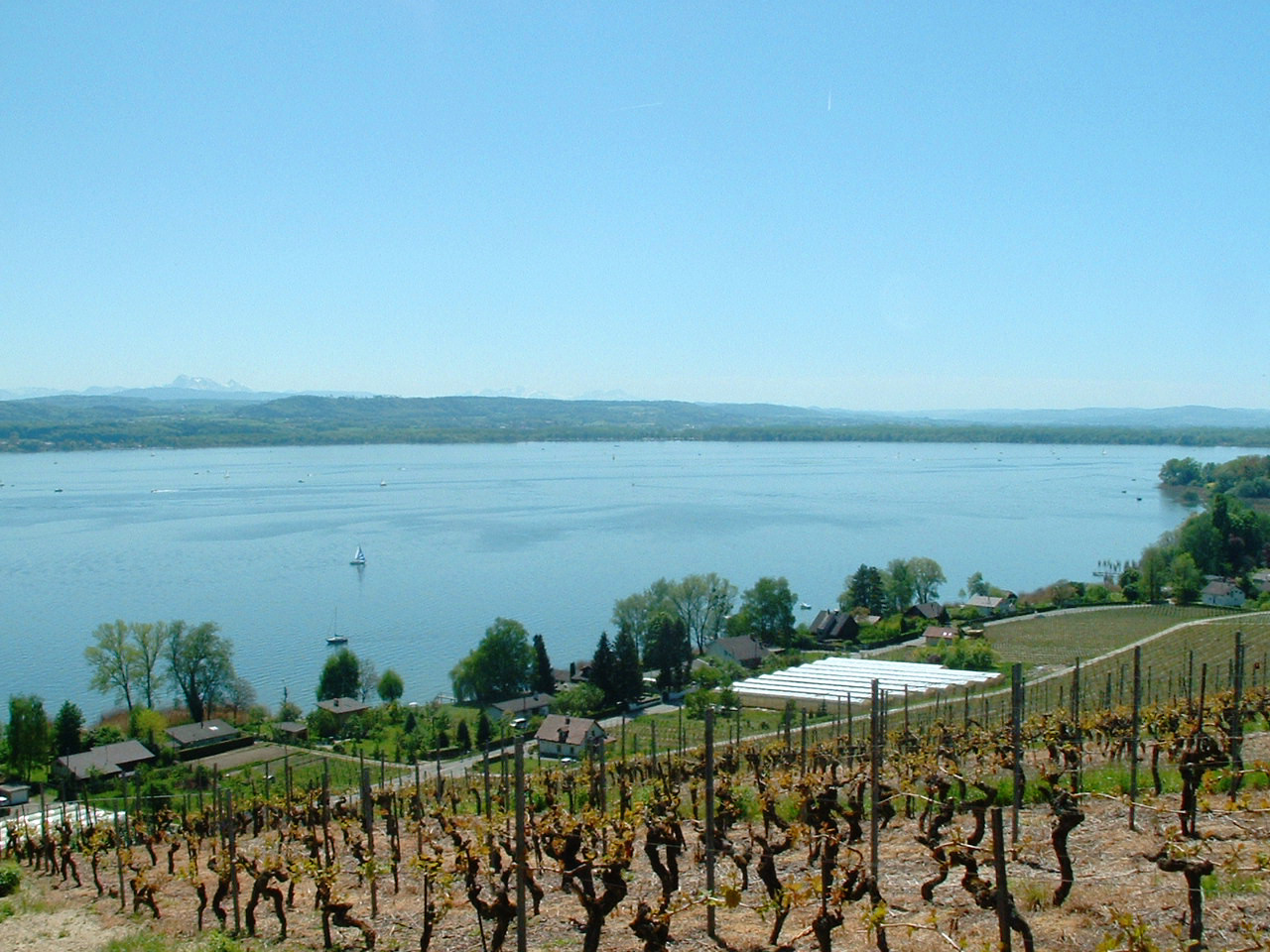
Вид зверху на Муртензе
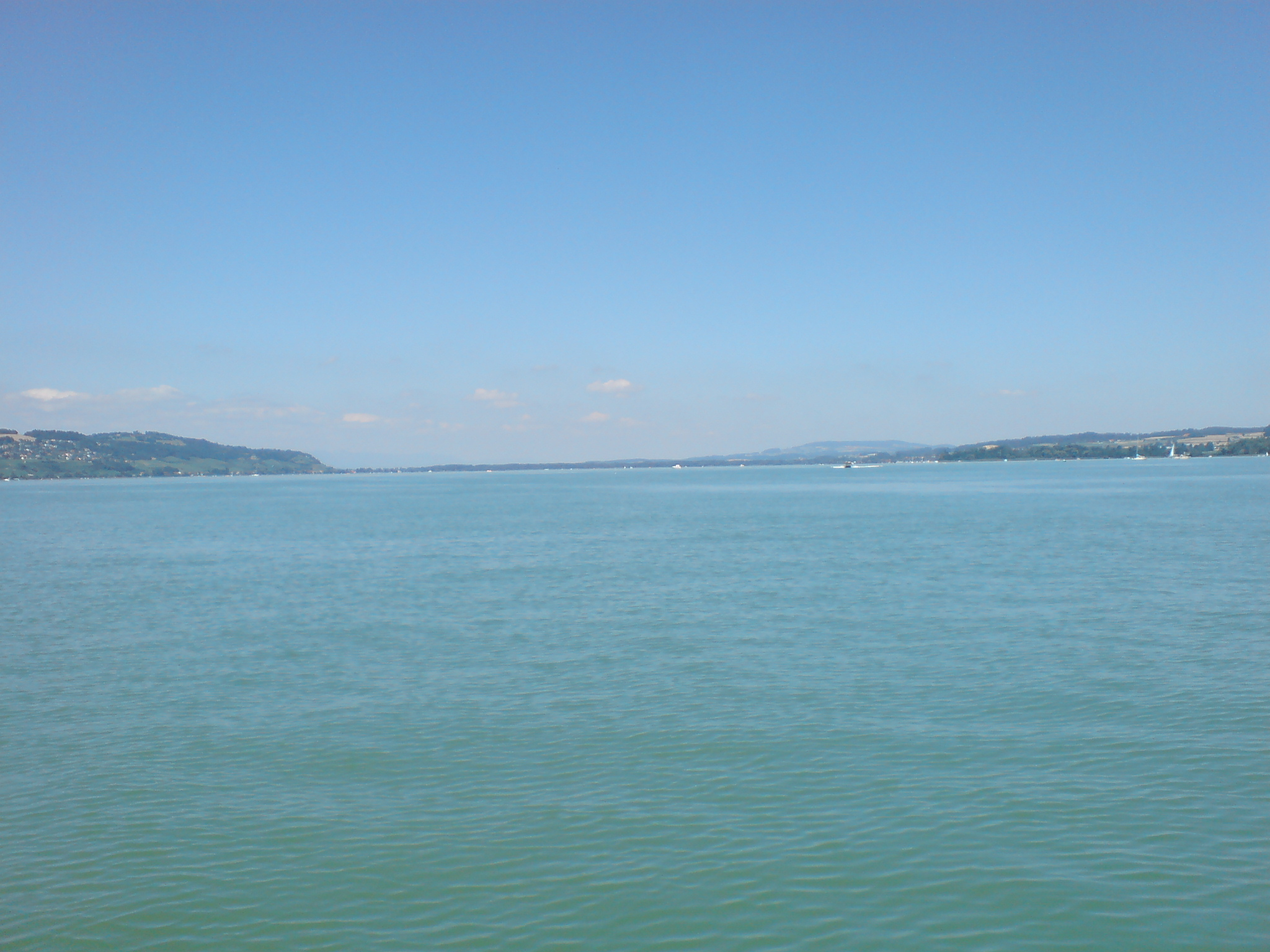
Фотографія Муртензе, зроблена з невеликого човна.